# Catedral de Santa Teresa (Bacabal)
La Catedral de Santa Teresa o más formalmente Catedral Diocesana de Santa Teresa  (en portugués: Catedral Santa Terezinha; Catedral Diocesana de Santa Teresinha) es el nombre que recibe un edificio religioso construido en estilo neogótico que pertenece a la Iglesia católica y se encuentra ubicado en la Praça da Sé (Plaza de la Catedral) en la ciudad de Bacabal un municipio en el estado de Maranhão, al norte del país sudamericano de Brasil.
El templo sigue el rito romano o latino y es la iglesia madre o principal de la diócesis de Bacabal (Dioecesis Bacabalensis) que fue creada en 1968 mediante la bula "Visibilis natura" del Papa Pablo VI.
Esta bajo la responsabilidad pastoral del obispo Armando Martín Gutiérrez. La iglesia fue dedicada a Santa Teresa de Lisieux también conocida como Santa Teresa y que fue una monja carmelita descalza de Francia declarada santa por el Papa en 1925.